# Oscar Rauch
Oscar Rauch (ur. 1907, zm. 1991 w Winterthur) – piłkarz szwajcarski grający na pozycji pomocnika. W reprezentacji Szwajcarii rozegrał 5 meczów.

## Kariera klubowa
W swojej karierze piłkarskiej Rauch grał w klubie Grasshoppers Zurych. W sezonach 1936/1937 i 1938/1939 wywalczył z Grasshoppers dwa tytuły mistrza Szwajcarii. Z klubem tym zdobywał też Puchary Szwajcarii.

## Kariera reprezentacyjna
W reprezentacji Szwajcarii Rauch zadebiutował 2 kwietnia 1933 roku w przegranym 0:3 meczu Pucharu im. Dr. Gerö z Włochami, rozegranym w Genewie. W 1938 roku został powołany do kadry na mistrzostwa świata we Francji. Na nich był rezerwowym i nie rozegrał żadnego spotkania. Od 1933 do 1939 roku rozegrał w kadrze narodowej 5 meczów.